# Gretchen J. Berg

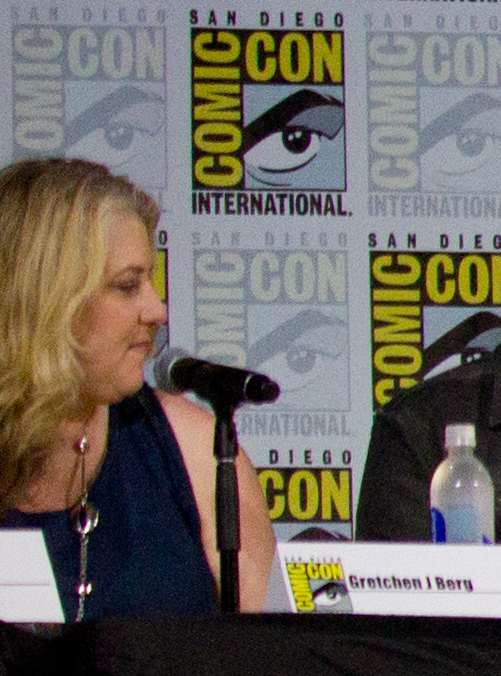
Gretchen J. Berg auf der San Diego Comic-Con 2017

Gretchen J. Berg (* 8. Februar 1971 in Pittsburgh, Pennsylvania) ist eine US-amerikanische Drehbuchautorin und Produzentin.

## Leben
Berg studierte an der Northwestern University in Evanston, Illinois. Dort lernte sie Aaron Harberts kennen, mit dem sie später gemeinsam als Autorin und Produzentin an zahlreichen Fernsehserien beteiligt war. 1999 war Berg erstmals als Autorin für die Serie Beverly Hills, 90210 tätig, bei der sie bis 2000 an insgesamt 32 Folgen beteiligt war. Ab 2000 war sie für die Science-Fiction-Serie Roswell sowohl als Autorin als auch als Produzentin tätig. 2006 entwickelte Berg gemeinsam mit Harberts die Dramedy-Serie Pepper Dennis. Die Drama-Serie Revenge stellt Bergs bislang umfangreichste Arbeit dar. Zwischen 2012 und 2015 schrieb die Drehbücher für vier Folgen und war an 51 Folgen als Produzentin beteiligt. Von 2017 bis 2019 war sie auch für die Serie Star Trek: Discovery tätig.
Berg lebt in Los Angeles.

## Filmografie
Als Drehbuchautorin
- 1999–2000: Beverly Hills, 90210 (Fernsehserie, 32 Folgen)
- 2001: Schrei wenn Du kannst (Valentine)
- 2000–2002: Roswell (Fernsehserie, 9 Folgen)
- 2002–2003: Der Fall John Doe! (John Doe, Fernsehserie, 5 Folgen)
- 2004: Wonderfalls (Fernsehserie, 3 Folgen)
- 2004: North Shore (Fernsehserie, 2 Folgen)
- 2004: The Deerings (Fernsehfilm)
- 2006: Pepper Dennis (Fernsehserie, 7 Folgen)
- 2007: Women’s Murder Club (Fernsehserie, 2 Folgen)
- 2008–2009: Pushing Daisies (Fernsehserie, 3 Folgen)
- 2009–2010: Mercy (Fernsehserie, 2 Folgen)
- 2011: Off the Map (Fernsehserie, 2 Folgen)
- 2012: GCB (Fernsehserie, eine Folge)
- 2012–2014: Revenge (Fernsehserie, 4 Folgen)
- 2016: Reign (Fernsehserie, 2 Folgen)
- 2017–2019: Star Trek: Discovery (Fernsehserie, 6 Folgen)

Als Executive Producerin
- 2000–2001: Roswell (Fernsehserie, 39 Folgen)
- 2002–2003: Der Fall John Doe! (Fernsehserie, 21 Folgen)
- 2004: Wonderfalls (Fernsehserie, 4 Folgen)
- 2004: North Shore (Fernsehserie, eine Folge)
- 2004: The Deerings (Fernsehfilm)
- 2006: Pepper Dennis (Fernsehserie, 9 Folgen)
- 2007–2008: Women’s Murder Club (Fernsehserie, 13 Folgen)
- 2008–2009: Pushing Daisies (Fernsehserie, 13 Folgen)
- 2009–2010: Mercy (Fernsehserie, 22 Folgen)
- 2011: Off the Map (Fernsehserie, 13 Folgen)
- 2012: GCB (Fernsehserie, 9 Folgen)
- 2012–2015: Revenge (Fernsehserie, 51 Folgen)
- 2015–2016: Reign (Fernsehserie, 18 Folgen)
- 2017–2019: Star Trek: Discovery (Fernsehserie, 21 Folgen)
- 2020: Zoey’s Extraordinary Playlist (Fernsehserie, eine Folge)